# The Destiny of Zorro
The Destiny of Zorro is een computerspel voor de Wii, gebaseerd op het personage Zorro. Het spel werd ontwikkeld door Pronto Games, en uitgebracht tijdens kerst 2007.

## Spel
Het spel speelt zich af in een kustlandschap en een woestijnlandschap van het Spaanse Californië, begin 19e eeuw. De speler neemt de rol aan van Zorro. Het spel is geïnspireerd door de Mexicaanse, Spaanse en Indiaanse culturen uit het Californië van die tijd. Het spel geeft de speler veel plots om doorheen te spelen, zoals het bevechten van de cavalerie of een misdadiger.
Het spel is in de third-person mode gemaakt. De Wii-afstandsbediening moet worden gebruikt voor de meeste handelingen.